# Xolo Maridueña
Ramario Xolo Maridueña (Espanhol: [roˈmaɾjo ˈʃolo maɾiˈðweɲa]; Los Angeles, 9 de junho de 2001) é um ator americano. O ator se tornou conhecido por protagonizar a série Cobra Kai  da Netflix interpretando Miguel Diaz , Victor Graham na série de TV Parenthood e Jaime Reyes no filme Besouro Azul.

## Vida pessoal
Maridueña nasceu como Ramario Xolo Maridueña em Los Angeles, Califórnia. Ele é descendente de mexicanos, cubanos e equatorianos. Seu nome vem da divindade Nahuatl, chamada Xolotl. Ele também é um streamer no Twitch e transmite jogos em seu canal Xolo Crunch.
Ele é um amigo próximo de Jacob Bertrand e Mary Mouser.
Em meados de 2018, ele conheceu e se aproximou da atriz Hannah Kepple, durante as filmagens da primeira temporada de Cobra Kai. Em seguida, Maridueña e Kepple logo começaram a namorar. Eles começaram a postar fotos e vídeos juntos em suas redes sociais oficiais para fãs e o público.
Ele começou a frequentar as aulas na New York Film Academy no final de 2020, mas saiu devido a Cobra Kai filmar sua quarta temporada.

## Filmografia

### Cinema
| Ano  | Título           | Papel                      |
| ---- | ---------------- | -------------------------- |
| 2023 | Blue Beetle      | Jaime Reyes / Besouro Azul |
| 2025 | The Smurfs Movie |                            |

### Televisão
| Ano             | Título                 | Função         | Notas                                              |
| --------------- | ---------------------- | -------------- | -------------------------------------------------- |
| 2012–2015       | Paternidade            | Victor Graham  | Convidado (temporada 3) Principal (temporadas 4–6) |
| 2013            | Crimes                 | Stefan Camacho | Episódio: "Regras de Engajamento"                  |
| 2016            | Mack e Moxy            | Trooper Xolo   | Episódio: "STEM Strong"                            |
| 2016            | Hora do Rush           | Isaías         | Episódio: "Playlist do Capitão Cole"               |
| 2016            | Furst Born             | Shawn          | Filme de tv                                        |
| 2017            | Twin Peaks             | Boy (1956)     | Episódio: " Parte 8 "                              |
| 2018            | Noches con Platanito   | Ele mesmo      | Game show                                          |
| 2018–2025       | Cobra Kai              | Miguel Diaz    | Papel principal                                    |
| 2019 - presente | Victor e Valentino     | Andres         | Função de voz                                      |
| 2019 - presente | Cleópatra no Espaço    | Zaid           | Função de voz                                      |
| 2021            | The Netflix Afterparty | Ele mesmo      | Episódio: Cobra Kai                                |